# Polyommatus menelaos
Polyommatus menelaos är en fjärilsart som beskrevs av Brown 1976. Polyommatus menelaos ingår i släktet Polyommatus och familjen juvelvingar. Inga underarter finns listade i Catalogue of Life.